# Vývoj telefonizace v Hradci Králové
Vývoj telefonizace v Hradci Králové má za úkol stručně vystihnout historii zavádění telefonních přístrojů na území tohoto města, rozvoj zdejší telefonní sítě i zavádění novinek v tomto oboru, a to až do současné doby.

## Prvopočátky
Postupem času se vedle klasických poštovních služeb a telegrafu stal významným také telefon. První telefonní přístroj se zrodil již v roce 1876, ale do Čech se tento vynález dostal až o mnoho let později. Nejstarší telefonní instalace, pocházející z roku 1882, je ta pražská. V roce 1883 byl zřízen telefon v Plzni a Liberci a roku 1887 v Úštěku. Nato vzrůstal počet následovně: v roce 1888 zřízeno telefonní spojení ve 4 městech, roku 1889 v 8, v roce 1890 v 7, roku 1891 ve 3, v roce 1892 v 7, roku 1893 ve 3, v roce 1894 v 11, roku 1895 ve 12 a v roce 1896 v 6 městech.
V roce 1894 byl zřízen telefon mezi závodem Jindřicha Jelínka v Hradci Králové a jeho mydlárnou v Malšovicích. Na zřízení místní telefonické sítě s ústřední stanicí se začalo pomýšlet teprve počátkem roku 1895. Ratibor z 20. dubna 1895 o tom tehdy napsal:
„Telefon v Hradci Králové. Městské radě zdejší bylo ředitelstvím pošt a telegrafů pro Čechy oznámeno, že dle výnosu ministerstva obchodu ze dne 19. března 1895 pomýšlí se během tohoto roku na zřízení místní sítě telefonické s ústřední stanicí v Hradci Králové. Zřízení meziměstské linie Králové Hradec-Pardubice-Kolín, dotyčně Praha, ponechává se pro nedostatek finančních prostředků na dobu pozdější. Z návěští v příčině té vydaného vyjímáme následující: Tímto spojením telefonickým mají se dle nařízení ze dne 7. října 1887 spojiti správní úřadovny, závody tovární, obchodní místnosti všeho druhu, pak nádraží, hotely, divadla apod., konečně jednotlivé byty s c. k. poštovním a telegrafním úřadem v Hradci Králové a mají se přenechati tato spojení dotyčným účastníkům za určité poplatky k užívání. Roční poplatek staniční a přeřadný obnáší 30 zl. resp. 20 zl. za stanici abonnentní. Za abonnentní stanice na nádražích, v hotelích, divadlech apod., kterýchžto užívati má se dovoliti cestujícím, hostům nebo navštěvovatelům divadla atd., zapraviti jest poplatky staniční a přeřadné v obnosu dvojnásobném. Za stejný zvýšený poplatek může se i spolkům, jiným korporacím neb uzavřeným společnostem uděliti povolení, aby dovolily svých stanic abonnentních členům svým upotřebiti. Staniční a přeřadný poplatek sníží se při spojeních telefonických pro státní ústavy a úřady až na polovici. Ostatně si vyžaduje vysoké ministerstvo obchodu, aby stejné snížení připustilo na dotyčné zakročení i pro jiné veřejné úřady (zemské nebo obecní) a pro všeužitečné podniky. Ústřední stanice telefonická (u c. k. poštovního a telegrafního úřadu) jest veřejná hovorna a lze jí tudíž každému upotřebiti k hovoru telefonickému. Hovorné za místní rozmluvy až do doby tří minut obnáší 10 kr. Řečená spojení telefonická, zařízená pro účastníky, slouží k telefonickému podávání a dodávání telegramů a fonogramů, k telefonickému rozhoru mezi jednotlivými účastníky místní sítě a bude možno svého času jich též použíti k telefonické rozmluvě na meziměstských liniích. Upotřebení zařízení telefonického obmezeno jest na dobu služebních hodin ústřední stanice telefonické (poštovní a telegrafní úřad). Upotřebení telefonického spojení lze v každé době s obou stran půlročně od 1. ledna a 1. července vypověděti. Správa pošt a telegrafů ponechává si právo, aby hledíc ku státním anebo jinakým veřejným zájmům, dále pro zneužívání anebo nesplnění závazků platebních zastavila anebo úplně zrušila upotřebení telefonického zařízení i bez výpovědi. Telefonická spojení, jež se mají zaříditi, jsou pokračováním státní sítě telegrafické a majetkem státu. Za zřízení telefonických spojení, které státní správa na své útraty má provésti, platí účastníci jednou pro vždy příspěvek (stavební poplatek) a to: za trati až do 500 metrů 50 zl., za každých dalších 100 metrů 10 zl. a sice až do délky 15 km., nad to jest třeba zvláštní úmluvy. Přihlášky přistupujících účastníků státního spojení telefonického v Hradci Králové mohou písemnými, kolkem 50 kr. opatřenými podáními, ve kterých prohlásiti jest, že se dotyční účastníci podrobují veškerým oněm ustanovením, která co do právního poměru mezi c. k. správou pošt a telegrafů a účastníky té které doby platnost mají, u c. k. poštovního a telegrafního úřadu v Hradci Králové nejdéle do 1. května 1895 býti učiněny. Formuláře takových podání lze u c. k. poštovního a telegrafního úřadu v Hradci Králové bezplatně obdržeti. Až dosud přihlásili se tito abonenti: Obec Hradec Králové, p. JUDr. Frant. Ulrich, advokát a purkmistr, právovarečné měšťanstvo, Záložní úvěrní ústav, Filiálka rakouskouherské banky, Spořitelna, Záložna, firma V. F. Červený a synové, továrna hudeb. Nástrojů, firma Maerky, Bromovský a Schulz, strojírna, p. Viktor Weinhengst, architekt, p. Jan Hutla, velkozávod uzenářský, p. Ad. Bařtipán, hotelier u „černého koně“, p. Jos. Dudek, majitel hotelu „u beránka“, Agencie uhelen a koksáren v Gottesbergu (J. V. Fiala v Hradci Král.), Obchodní gremium vesměs v Hradci Králové a Společný rolnický cukrovar v Předměřicích.- Lze očekávati, že se počet tento ještě rozmnoží.“

## První telefon
Anabáze kolem jejího zřízení však byla zbytečně složitá a pozvolná, ba přímo až bezdůvodně dlouhá. Proběhla řada místních šetření, ale stále se nic nedělo. Místní tisk si dokonce posteskl, že v září téhož roku Pardubice ukončily stavbu státního telefonu a ve městě se stále nic nedělo. Teprve v listopadu se začala montovat ústřední stanice a byly napjaty dráty, které měly spojovat jednotlivé telefonní stanice. Až 11. prosince 1895 mohl Ratibor napsat:
„Telefon v Hradci Králové. Naše městská stanice státního telefonu jest od minulé soboty v plné práci a jest v příhodné místnosti, již pro ni správce pošty naší pan Ryšánek opatřil, stále dosti živo a má sl. Patočkova plné ruce práce, aby přáním abonentů telefonu vyhověla. Mluví se na počátek až příliš mnoho a pracují aparáty telefonické tak přesně, že jest každé slovo i ze vzdálenosti sebe větší jasně srozumitelné. Doposud mají telefon následující firmy a pánové: Collino Viktor, Červený a synové, obchodník J. V. Fiala na Pražském Předměstí, filialka rakousko-uherské banky, hotel „u černého koně“, hotel „u zlatého beránka“, Jan Hutla, Purkmistrovský úřad, měst. lesní úřad na Novém Hradci Králové, obchodní gremium, měšťanský pivovar, policejní strážnice, záložní úvěrní ústav a jeho skladiště u nádraží, Karel Schulz a firma Märky, Bromovský a Schulz v Kuklenách, Viktor Weinhengst a jeho skladiště na Pražském Předměstí, městská spořitelna a občanská záložna. Také cukrovar v Předměřicích jest připojen k naší ústřední stanici a co nejdříve bude provedeno spojení cukrovarů ve Smiřicích a v Černožicích. Spojení poštovního úřadu v Novém Hradci Králové se stanicí zdejší jest již poštovním ředitelstvem schváleno a bude, jakmile pohoda dovolí, uskutečněno. Velikou výhodou pro obecenstvo širší, které není k síti telefonní připojeno, jest současné otevření veřejné hovorny při stanici naší, již může každý k rozmluvě s abonenty použíti. Poplatek činí za tři minuty pouze 10 kr.-Přesné a rychlé zařízení zdejší stanice dálo se za řízení inženýra p. Čermáka z Prahy.“
Nově vytvořená síť tehdy sestávala ze 21 stanic a v období mezi 9. a 31. prosincem 1895 bylo provedeno 1 075 telefonních hovorů, přičemž následujícího roku jich bylo již 10 820. V červenci 1896 byla se svolením ministerstva obchodu zřízena při nádražním poštovním úřadě telefonní stanice. 23. října 1896 bylo zavedeno meziměstské telefonní spojení mezi Hradcem Králové, Pardubicemi a Prahou, 3. prosince téhož roku následovalo spojení mezi Trutnovem, Hradcem Králové a Pardubicemi a 1. května následujícího roku bylo meziměstské spojení z Hradce Králové rozšířeno na Jihlavu a Brno. Poplatky za tříminutovou rozmluvu mezi jednotlivými stanicemi činily: se Dvorem Králové a Pardubicemi 30 krejcarů; s Kolínem a Trutnovem 50 krejcarů; s Německým Brodem, Prahou a Roztokami 80 krejcarů; s Berounem, Brandýsem nad Labem, Frýdlantem, Jabloncem, Kladnem, Kralupy, Libercem, Mladou Boleslaví, Plzní, Slaným, Smržovkou a Tanvaldem-Šumberkem 1 zlatý; s Vídní 1 zlatý 50 krejcarů. Ratibor z 5. prosince 1896 napsal o zavedení meziměstského telefonního spojení toto:
„Otevření interurbanního státního telefonu v Hradci Králové. Dne 3. prosince 1896 bylo otevřeno interurbanní spojení mezi sítěmi státního telefonu v Hradci Králové, Dvoře Králové a Trutnově a sítěmi státního telefonu níže uvedenými. Tímto dnem počínajíc lze tudíž po telefonu hovořiti za poplatek vždy v závorce připojený: 1. z veřejné hovorny a ze státních stanic abonentních v Hradci Králové na vzájem a s veřejnými hovornami a abonentními stanicemi v Berouně (zl. 1), Brandýse n. L. (zl. 1), Dvoře Králové (30 kr.), Frýdlandě (zl. 1), Jablonci (zl. 1), Kladně (zl. 1), Kolíně (50 kr.), Kralupech (zl. 1), Liberci (zl. 1), Mladé Boleslavi (zl. 1), Německém Brodě (80 kr.), Pardubicích (30 kr.), Plzni (zl. 1), Praze (80 kr.), Roztokách (80 kr.), Slaném (zl. 1), Smržovce (zl. 1), Tannwaldu-Šumburku (zl. 1), Trutnově (50 kr.), Vídni (zl. 1,50) a naopak; 2. z veřejné hovorny a ze státních stanic abonentních ve Dvoře Králové na vzájem a s veřejnými hovornami a abonentními stanicemi v Berouně (zl. 1), Brandýse n. L. (zl. 1), Frýdlandu (zl. 1), Hradci Králové (30 kr.), Jablonci (zl. 1), Kladně (zl. 1), Kolíně (50 kr.), Kralupech (zl. 1), Liberci (zl. 1), Mladé Boleslavi (zl. 1), Německém Brodě (zl. 1), Pardubicích (50 kr.), Plzni (zl. 1), Praze (zl. 1), Roztokách (zl. 1), Slaném (zl. 1), Smržovce (zl. 1), Tannwaldu-Šumburku (zl. 1), Trutnově (30 kr.), Vídni (zl. 1,50) a rovněž naopak. Jakožto jednotka časová k hovoru jsou ustanoveny tři minuty, do kterých však se nepočítá doba k manipulaci potřebná. Mezi všemi těmito relacemi jsou též připuštěny hovory nutné, za něž se zapravuje poplatek trojnásobný a které požívají přednosti před obyčejnými hovory. Hovorné zapravuje volající. Zavolaný, jakož i pozvaný hovoří zdarma. Hovor trvá pouze tři minuty a smí se jen tehdy na šest minut prodloužiti, bylo-li to napřed ohlášeno a hovorné předem zapraveno. Déle než šest minut hovořiti smí táž osoba jen tehdy, není-li přihlášen žádný jiný hovor. Hovorné zapravuje, kdo veřejné hovorny používá, zvláštními známkami, jež v příslušných centrálách obdržeti lze a přilepením poštovních známek v patřičném obnosu. Účastníci jednotlivých sítí telefonových, kteří chtějí jako volající k interurbannímu spojení připojiti, složí u své centrály peněžitou zálohu, z níž si táž poplatky každého měsíce vzešlé uhradí. Abonenti stát. telefonu mohou býti bez zvláštního opovědění k rozmluvám interurbanním pozváni.“
Od 1. května 1898 bylo zavedeno telefonní spojení Hradce Králové a Trutnova s Jihlavou. Město také získalo spojení s Brnem, Znojmem a Ústím nad Labem. Telefonní síť se stále rozšiřovala, což nám potvrzuje Ratibor z 22. dubna 1899:
„Rozšířování telefonu v Hradci Králové. Poštovská a telegrafní správa počala tento týden se stavbou telefonů do kanceláře městského fysika, pana MUDr. Klumpara, Eliščino nábřeží čís. 310. a do filiální policejní strážnice, která v pětidomech čís. 286. umístěna jest. Zdejší účastníci státních telefonních stanic domovních vedou rozhovor s místními abonenty bezplatně, kdykoliv centrálku o případné číslo požádají, jež je k tomu účelu spojí. K ústřední telefonické stanici v Hradci Králové jsou připojeny následující účastníci: Banka rak.-uh., filiálka, 150. Berger a Munk, Velké nám. 150. Collino Viktor, Cukrovar předměřický, Červený a synové, Fiala F. V., Pražské předm. 15. Fränkl Josef, Ganz S., Gremium obchodní, „Hotel Grand“ (okresní výbor), Hutla Jan, Hutla Jan, továrna na zboží uzenářské, Ippen Moric a syn, Lesní úřad v Novém Hradci Králové, Malburg Ed. Ad. A syn, Märky, Bromovský, Schulz, na Kuklenách 1. Obecní úřad, Obchodní vyšší škola, Pilnáček Josef, Pivovar právovarečného měšťanstva, Policejní strážnice, Spořitelna městská, Stein Gustav, Stein Gustav, Úvěrní ústav, Úvěrní ústav, Pražské předm., Weinhengst Viktor, Weinhengst Viktor, Pražské předm. 13., Záložna. Mimo to jest ústřední stanice, kdež se též veřejná hovorna nalézá, s veřejnou hovornou v poštovním a telegrafním úřadě na nádraží v Hradci Králové a s veřejnou hovornou v poštovním a telegrafním úřadě v Novém Hradci Králové spojena. Za používání telefonu v místním obvodu z veřejné hovorny platí se za rozmluvu do tří minut 10 kr. Hradec Králové je též meziměstsky (interurbaně) spojen dvojím telefonickým vedením přes Pardubice a Kolín s Prahou a přes Králové Dvůr n. L. s Trutnovem a možno odtud se všemi místy, kde státní telefon a meziměstské vedení zařízeno jest, mluviti. Výhody, jaké telefonická spojení poskytují jsou značné, zvláště při hospodářství, továrnictví, živnostnictví, obchodu, pro účely hasičské, bezpečnostní, spolkové, úřední, vojenské a j. v. neboť jednání a výkon podporují, zabezpečují a urychlují, tak že upravování telefonických vedení stále se vzmáhá, telefonické sítě se rozmnožují a abonentů značnou měrou přibývá. Během t. r. provedou se z Hradce Králové další připojení, mezi jinými s cukrovarem v Černožicích a s cukrovarem a rafinerií ve Skřivanech u Nového Bydžova přes Nechanice. Kdo by se o telefon zajímal, neb účastníkem státního telefonu státi se chtěl, tomu podá v c. k. poštovním a telegrafním úřadě, správa telefonu, c. k. poštovní oficiál Imlauf v Hradci Králové případná zevrubnější vysvětlení a s ochotou poslouží s přibližnými rozpočty.“
Další článek Ratibora, který se zabýval telefonem v Hradci Králové, vyšel 2. prosince 1899:
„Telefon v Hradci Králové. Za účastníky státního telefonu s připojením k telefonové stanici ústřední v Hradci Králové přihlásili se: Akcionářský cukrovar v Kuklenách, obecní jatky a pan Josef Baum, velké náměstí čís. 144 každý s jednou, dále pan K. V. Skuherský se dvěma stanicemi, čís. 87 sv. Janské náměstí a čís. 303. v Jiříkově třídě v Hradci Králové. Příspěvek k nákladům na vedení a na potřebné práce předběžné a zařizovací obnáší: Pro cukrovar v Kuklenách 290 zl., pro obecní jatky 90 zl., pro pana Bauma 50 zl., pro pana Skuherského 60 zl. Tento týden započalo se se stavbou, takže tyto nové stanice v nejbližším čase k používání předány budou. Přeje-li si kdo účastníkem státního telefonu se státi, jest třeba by se za včas přihlásil, neb ač se na nejrychlejší provedení ohled béře, není možno se zaručiti, že přání v určitý čas vyhověno bude, poněvadž nejsou vždy potřebné stroje a hmoty pohotově, dále zřízenci po ruce nebývají a v pádu nepříznivého počasí stavba zdržeti se může.-V Novém Bydžově a v Chlumci n. C. zařizují se právě telefonní centrálky, které během tohoto roku meziměstské připojení, prozatím s Kolínem, obdrží, odkudž se spojení pro rozmluvy s ostatními stanicemi státního telefonu sprostředkuje.“
Znovu o něm napsal 19. května 1900:

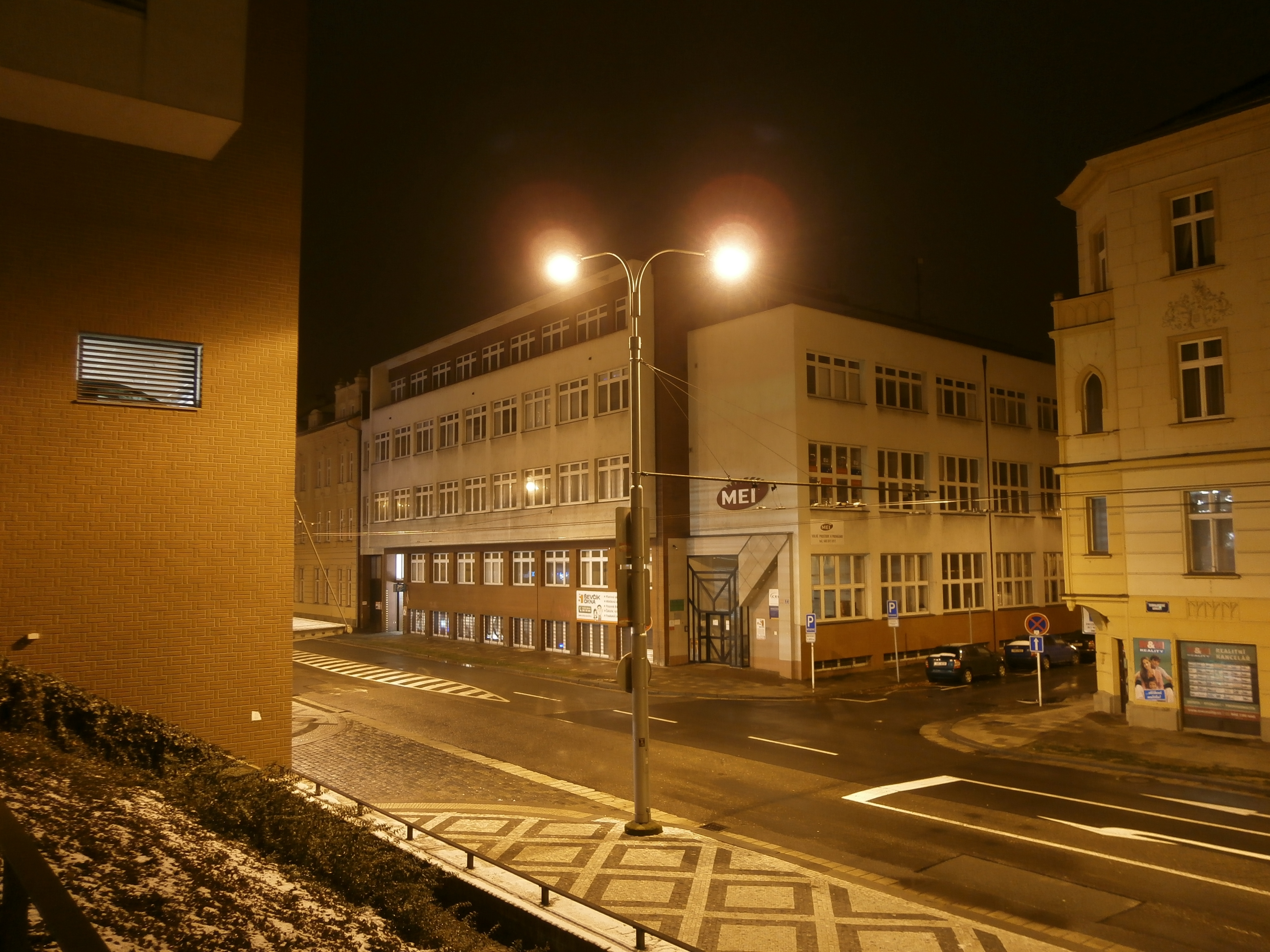
Automatická telefonní ústředna (Hradec Králové)

„Telefonická síť v Hradci Král. rozšířena byla v poslední době připojením c. k. krajského soudu, c. k. státního návladnictví a věznice c. k. krajského soudu, kdež po jedné stanici zřízeno bylo. Dále se připojil co účastník státního telefonu pan A. Bařtipán, hotel u „černého koně“, s jednou a pan Lad. Knypl se dvěma stanicemi za sebou, na společném vedení, jednu stanici ve svém skladě nábytku a druhou v nově postavené továrně v Pospíšilově tř., také pan H. Richter, spediteur a majitel pohřebního ústavu, přistoupil co účastník s jednou stanicí, která se v jeho kanceláři u pražského mostu zřizuje a továrna na kůže A. & J. Nejedlý bude též v brzku se zdejší ústřední stanicí spojena. Příští týden počne se po přihlášce městského úřadu se stavbou telefonu z vodárny při Labi do vodárny pro pitnou vodu v Plotišti. Při zařizování státního telefonu v Hradci Králové v roce 1895 bylo vedle 3 veřejných hovoren, 19 stanic. Od té doby se počet veřejných hovoren nezměnil avšak počet stanic vzrostl do konce roku 1899 na 36. V krátké době zařaděno jich bude 46, slušný to dozajista počet, který svědčí o tom, jak tento moderní, praktický dorozumívající prostředek svojí důležitostí a velkými výhodami v našem úzce sevřeném městě cestu si klestí, a lze očekávati, že v dozírné době od nejširších kruhů našeho průmyslnictva a obchodnictva i privátníků atd. používán bude. Tištěné přihlášky pro ty, kteří účastníky státního telefonu býti si přejí, vydá c. k. poštovní a telegrafní správa nebo správa telefonická v Hradci Králové a tamtéž se podá i bližší vysvětlení a s ochotou přibližnými rozpočty se poslouží.“
Roku 1904 byl ve městě zaveden požární telegraf, při jehož uvedení do provozu zde působil vrchní telegrafista Pražského sboru hasičského. 16. září 1912 městská rada rozhodla na žádost župy obchodních grémií kraje Královéhradeckého, že se pokusí učinit takové kroky, aby byla na nádraží zřízena veřejná automatická telefonní hovorna. První skutečně přímá telefonická linka Hradec Králové-Praha, na níž bylo možno telefonovat bez jakéhokoliv přepínání, byla otevřena až v roce 1913.

## Kabelizace a postupná automatizace
V roce 1922 byla zahájena podzemní kabelizace telefonního a telegrafního spojení v Zálabí a Hradci Králové II. V červnu téhož roku bylo zřízeno 30 nových telefonních stanic a o nové byly podány přihlášky, takže ústředna obsluhovala 250 účastníků. Následujícího roku byly tyto práce plně dokončeny a kabelizace vtrhla do vnitřního města. Ministerstvo pošt a telegrafů schválilo na tyto práce 1 000 000 Kč. Z nových meziměstských spojení byly provedeny linky Hradec Králové-Kostelec nad Orlicí a Hradec Králové-Opatovice nad Labem. Od 1. ledna 1924 byl městu povolen telefonní styk s Maďarskem. Počínaje 1. únorem téhož roku se začalo prozatímně úřadovat při telegrafu a telefonu u poštovního a telegrafního úřadu 1. v Hradci Králové nepřetržité od 7 do 24 hodin. Roku 1925 byla prodloužena telefonní služba v místní centrále až do 24. hod. noční. Noční telefonní služby bylo využito k dalším meziměstským spojením, např. se stanicí čís. 4 v Hořicích (policejní strážnice), stanicí čís. 49 ve Dvoře Králové nad Labem (policejní úřad), stanicí čís. 32 v Jaroměři atd. Do této doby šlo nejen telefonovat, ale i podávat telegramy. V roce 1926 bylo ve městě hlavních telefonních stanic 422, vedlejších 244 a u vedlejších ústředen 69. V březnu 1927 bylo v ústředně v Hradci Králové odevzdáno zvláštní přepojovací zařízení ke zrychlení telefonního provozu, a tak se stávalo, že některá žádaná čísla musel volající dvakrát opakovat. O rok později byly konány přípravy k automatizaci telefonní sítě v Hradci Králové a za vzor byla vybrána Praha. Od 1. ledna 1929 byl Hradec Králové zařazen do vyšší III. síťové skupiny telefonního předplatného, platné pro umístění sítě s počtem účastníků přes 500. V srpnu 1930 bylo v obvodu starého města odstraněno vrchní telefonní vedení, až na několik drátů dálkového vedení, a do země byly položeny kabely. Od 15. října 1932 do 15. ledna 1933 bylo zřízeno v Hradci Králové 57 nových telefonních stanic. V polovině 30. let 20. století bylo provedena celá řada propagačních telefonních akcí. V jedné z nich se ve městě přihlásilo nových 32 abonentů (5 %). Tehdy byly na ústřednu v Hradci Králové zapojené vedlejší ústředny Černilov, Kukleny, Libčany, Nový Hradec Králové, Plotiště nad Labem, Pouchov, Praskačka, Předměřice nad Labem, Slezské Předměstí, Stěžery, Svobodné Dvory a Všestary.
V tomtéž období také přestal vyhovovat dosavadní způsob telefonování kvůli značnému počtu abonentů, a proto se začalo vyjednávat o automatizaci. Za účelem chystané automatizace telefonní ústředny byla roku 1930 oslovena i Obchodní, živnostenská a průmyslová ústředna v Hradci Králové. Téhož roku byl zaveden telefonní styk mezi Hradcem Králové a Římem a Hradcem Králové a Vatikánem, vždy přes Curych. Ve 30. letech dochází k renovaci místní meziměstské telefonní ústředny. Zároveň byla od 15. června 1932 zavedena celonoční služba u telegrafního a telefonního úřadu v Hradci Králové. Telefonní účastníci ústředen Hradec Králové, Kukleny a Pouchov i ostatní zájemci tak mohli podávat telegramy i konat hovory po celou noc. V roce 1939 jednání o automatizaci úspěšně skončilo, neboť i ministerstvo pošt dalo souhlas k zavedení automatických telefonů a umístění ústředny v Národním klubu v Jiříkově třídě. Potřebné místnosti byly pronajaty a s jejich úpravou se mělo začít v květnu 1940. Rovněž byla zadána dodávka strojů, přičemž do konce října mělo být na automatický telefon připojeno kolem 1 200 abonentů.
Roku 1941 měl Velký Hradec Králové 1003 soukromých telefonních hovoren, rozdělených do 7 místních telefonních ústředen, z nichž největší byla v Hradci Králové, která měla 872 účastníků.

## Automatická telefonní ústředna
V letech 1946-1948 byla na třídě Čs. armády postavena nová budova automatické telefonní ústředny, a to podle projektu Jana Rejchla. Dosavadní manuální ústředna tak nebyla již potřeba. Roku 1963 se spoje osamostatnily pod hlavičkou Ústřední správy spojů, jejíž reprezentanty na území města byla okresní a krajská správa spojů.
Nastává éra různých úspor. Důkazem může být článek Rudého práva z 1. dubna 1959:
„ŠETŘÍ MATERIÁLEM i lidskou energií.
Ještě do nedávna natahovali pracovníci telekomunikačního obvodu správy spojů v Hradci Králové telefonní dráty na dřevěné sloupy. Co s tím měli vždycky práce, neboť na kilometr vedení bylo třeba vztyčit asi 24 dřevěných sloupů. Dnes tuto práci za ně vykonává stroj tažený traktorem - zaorávač kabelů. Právě v těchto dnech je pokládán tímto způsobem telefonní kabel, opatřený pláštěm z umělé hmoty, na novobydžovském okrese. Náklady na trať jsou značně nižší, protože kabel je možno vést i přes pole, kde se zaorává do značné hloubky. Zaměstnanci tohoto obvodu se mohou právem pochlubit pěknými úspěchy, například opravou vyřazených telefonních ústředen umožnili dalším 222 účastníkům nepřetržité spojení. Přitom kapacitu rozšířili natolik, že bylo možno propojit přístroje dalších 139 osob. Úspory takto dosažené jdou do desetitisícových částek.“
V polovině 60. let 20. století se rozjíždí kabelizace telefonní sítě v okrajových čtvrtích města a byla vyzkoušena a uvedena do provozu nová ústředna. 16. dubna 1966 tak začal po zkušebním provozu přímý telefonní automatický styk mezi Hradcem Králové a Pardubicemi. Účastníkům obou měst stačilo vytočit směrové číslo 91 a hned mohli volit číslo volaného. Počínaje 10. červnem 1968 byla všechna účastnická čísla rozšířena o další – páté číslo.

## Tranzitní telefonní ústředna

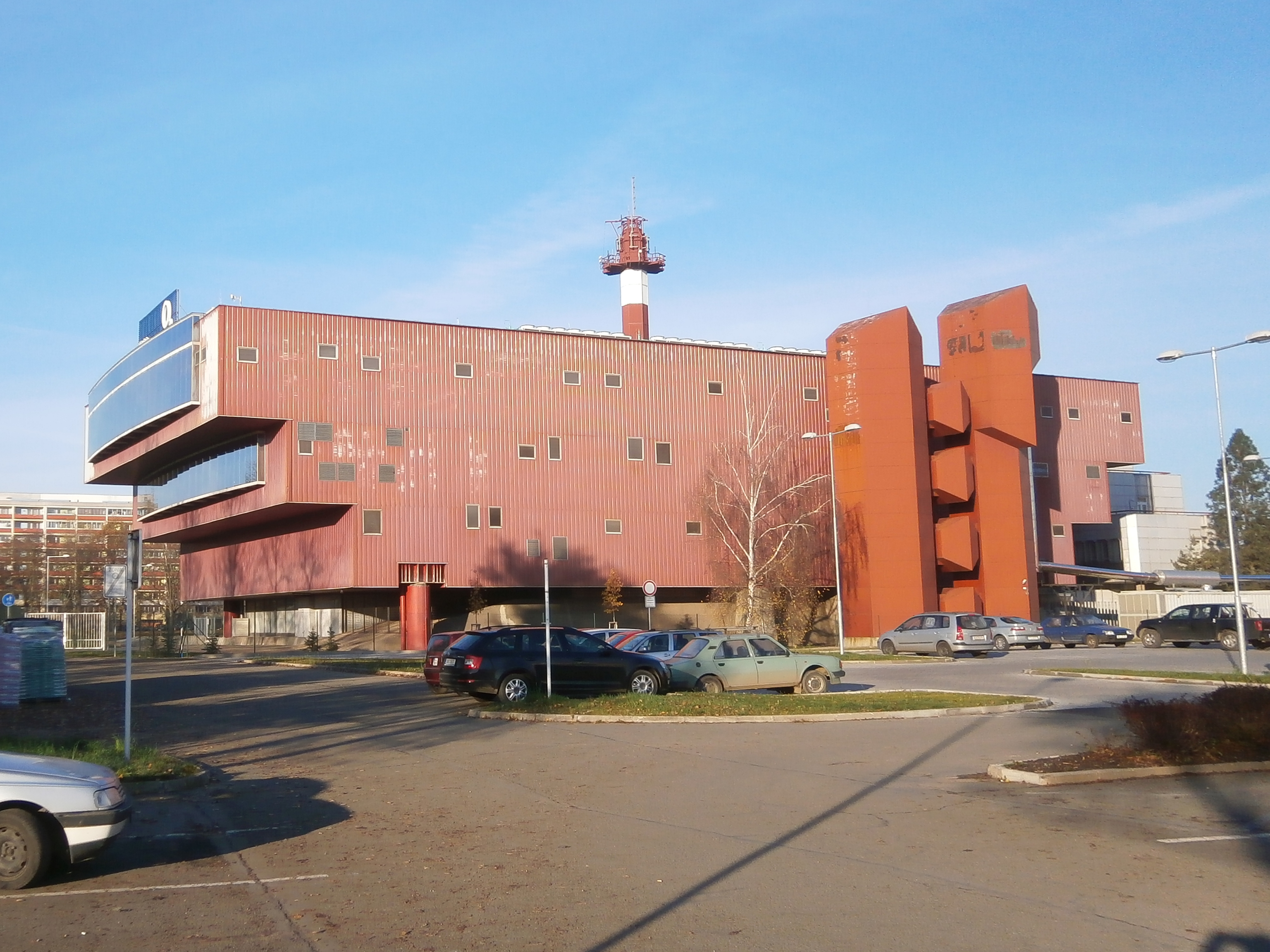
Tranzitní telefonní ústředna (Hradec Králové)

Nová tranzitní telefonní ústředna (technickoprovozní budova, technologický objekt a kabelovod), kde bylo pro meziměstské automatické telefonní spojení využito maďarského systému ARM 201/4, byla uváděna do zkušebního provozu 29.-31. března 1985 a předána do trvalého provozu ministrem spojů ČSSR V. Chalupou 23. dubna téhož roku a v následujících letech byly na ni připojovány obce nejen z okolí, ale i z ostatních okresů. Na novou ústřednu bylo zprvu připojeno 13 uzlových telefonních obvodů na Hradecku.
Ústředna tehdy zabezpečovala automatizovaný telefonní styk více než 62 000 telefonním účastníkům severní části Východočeského kraje s více než 1,1 miliónu telefonních účastníků v celé ČSSR a do 34 států světa, včetně 7 mimoevropských. Od 1. října 1985 byl navíc umožněn přímý telefonní styk s jednotlivými pracovišti Východočeského KNV a od 30. června 1986 s pracovišti krajského a okresního soudu, státního notářství, krajské a okresní prokuratury.

## Telefonizace po listopadu 1989
Nástupcem státního podniku Správa pošt a telekomunikací Praha se 1. ledna 1993 stal státní podnik SPT Telecom, který byl o rok později přeměněn na akciovou společnost, k 1. lednu 2000 přejmenován na Český Telecom, a. s. a k 1. červenci 2006 sloučen s Eurotelem Praha s. r. o., čímž došlo k vytvoření společnosti Telefónica O2 Czech Republic, a. s.
V současné době je na území města v provozu jedna tranzitní telefonní ústředna (postavena v letech 1977–1982 podle projektu architekta Jindřicha Malátka, adaptována v roce 1996 architekty Václavem Aulickým a Jiřím Eisenreichem a digitalizována roku 1998) a pět místních telefonních ústředen. V letech 1993–2002 byla realizována kompletní kabelizace na cca 75 % území města. Kromě toho je celé území města pokryto signálem všech mobilních operátorů (T-Mobile, O2, Vodafone) a v Hradci Králové se nachází i call-centrum firmy T-Mobile.

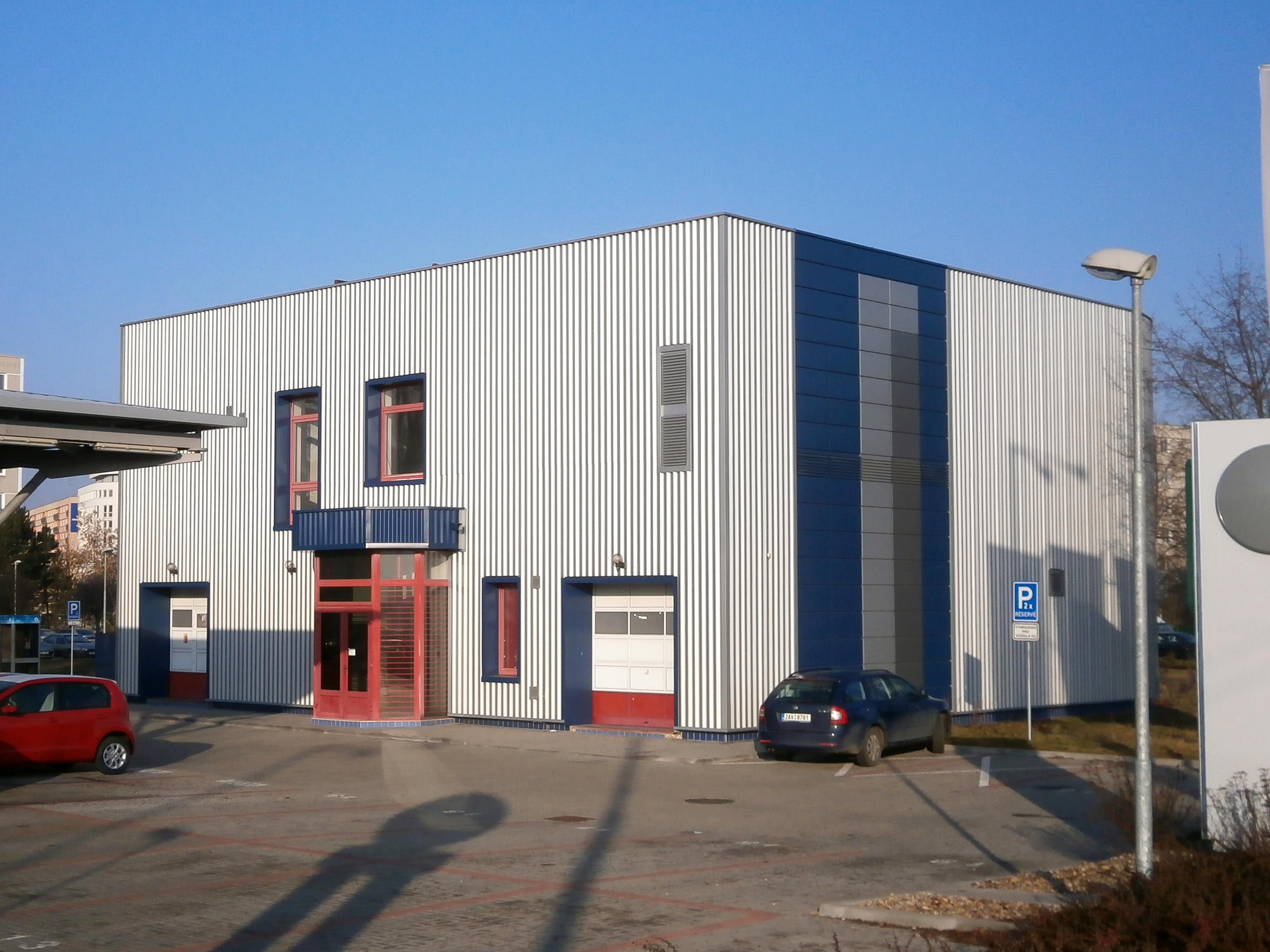
Telefonní ústředna na Moravském Předměstí

Následně došlo i na přeměnu bývalé tranzitní telefonní ústředny na hostingové datové centrum O2 se 3 sály, které bylo otevřeno v dubnu 2008. Při návrhu a následné výstavbě nového hostingového centra byl kladen veliký důraz na splnění požadovaných technických parametrů, dodržení všech platných norem a předpisů a zakomponování standardů společnosti Telefónica O2 prověřených několikaletým úspěšným provozem stávajícího datového centra a interních systémů. Celková plocha centra je 900 m2, dispozičně se jedná o tři samostatné sály o velikosti 300 m2. Konektivita s okolním světem je zajištěna přímým redundantním napojením do páteřní sítě společnosti Telefónica O2 o rychlosti 2 × 10 Gbit. Pro zabezpečení vysoké dostupnosti v oblasti napájení bylo vybudováno plně redundantní energocentrum se samostatnou přípojkou včetně trafostanice, ve které jsou umístěny transformátory o celkovém výkonu 4 MVA. Nedílnou součástí energocentra jsou také záložní diesel generátory a zdroje záložního bezvýpadkového napájení (UPS) motor generátory pro překlenutí případných výpadků rozvodné sítě. Každý z datových sálů je připojen na energocentrum dvěma nezávislými přívody o celkovém příkonu 640 kVA odděleně. Z důvodu dodržení garantovaného prostředí pro umístění technologií ICT je každý sál vybaven systémem klimatizace, který je složen ze dvou nezávislých okruhů. Každý okruh obsahuje čtyři samostatné klimatizační jednotky. Celkový chladicí výkon jednoho sálu je 400 kW. Velká pozornost byla věnována i oblasti bezpečnosti, a to jak fyzické, tak i objektové. Celé hostingové centrum je vybaveno systémem průmyslové televize s 24hodinovým záznamem, systémem kontroly a řízení vstupů, elektronickým zabezpečovacím a protipožárním systémem, včetně samostatného automatického systému zhášení. Samozřejmostí je i nepřetržitá fyzická ostraha.
Jednou z posledních významných událostí v této oblasti se stalo spuštění mobilní sítě třetí generace (3G), umožňující vysokorychlostní přenos dat a nové multimediální funkce. K 1. srpnu 2009 tak učinila Télefónica O2 (pilotní provoz od 16. července téhož roku), k 28. červenci 2010 T-Mobile a k 26. srpnu téhož roku se k nim připojil i Vodafone. Pavel Kos, viceprezident pro technologie Vodafonu, hovoří o výstavbě: „Nejnáročnější byla zřejmě instalace technologií na kostele sv. Antonína na Svatováclavském náměstí, kde jsou vysílače umístěny v těsné věžičce.“
Tato síť byla následně zdokonalována, např. Vodafone nainstaloval v roce 2012 na vysílače 3G technologii HSPA+ Dual Carrier 42Mbit/s. Zatímco dosavadní technologie umožňovala dosahovat teoretických rychlostí až 21 megabitů za sekundu, nová generace byla dvojnásobně rychlejší. Službu datového připojení v této kvalitě mohli využívat zákazníci této firmy od 5. října 2012. V květnu následujícího roku si mohli obyvatelé Hradce Králové vyzkoušet rychlý internet pomocí technologie HSPA+ 42 od T-Mobile.
Zdokonalování služeb a modernizace zařízení si však často vyžádaly také různé výpadky sítě, např. 24. srpna 2010 T-Mobile. Některé však byly zaviněny jinými zásahy, např. překopnutými optickými kabely (26. září 2007 O2 a T-Mobile).
Postupem času vymizely veřejné telefonní automaty, jejichž provozovatelem byla O2 a na území města se jich do doby zrušení nacházela více než stovka. V provozu byly 3 druhy: na mince, na karty a kombinované. V roce 2011 bylo v celém okrese Hradec Králové provozováno 325 těchto zařízení. Tehdy vyšlo volání do pevné sítě 5 korun za minutu, volání do mobilní sítě 15 korun za minutu, volání po Evropě, do Kanady, Izraele, Austrálie, Japonska, Koreje, USA a Číny 24 korun za minutu, volání do Turecka, Ukrajiny, Ruska a do zbytku světa 50 korun za minutu, odeslání SMS po Česku 5 korun a do zahraničí 10 korun, odeslání e-mailu 5 korun. Otázkou také je, jak se projeví změna majitele O2, kterým se v roce 2013 stala společnost PPF. Ta získala 65,9 % akcií za 63,6 miliardy korun.
Jako houby po dešti vyrůstají také noví virtuální operátoři. Operátor 99mobile, jenž je na mobilním trhu od 30. května 2013, část činností zákaznické péče outsourcuje ve specializovaném call centru v Hradci Králové. COOP Mobil, který vstoupil na mobilní trh 1. listopadu 2013, má své zákaznické centrum ve Škroupově ulici čp. 441. Někteří operátoři mají své stánky v obchodních centrech (LAMA mobile) nebo je nalezneme v kamenných pobočkách mateřských firem (RWE Mobil, Mobil od ČEZ).

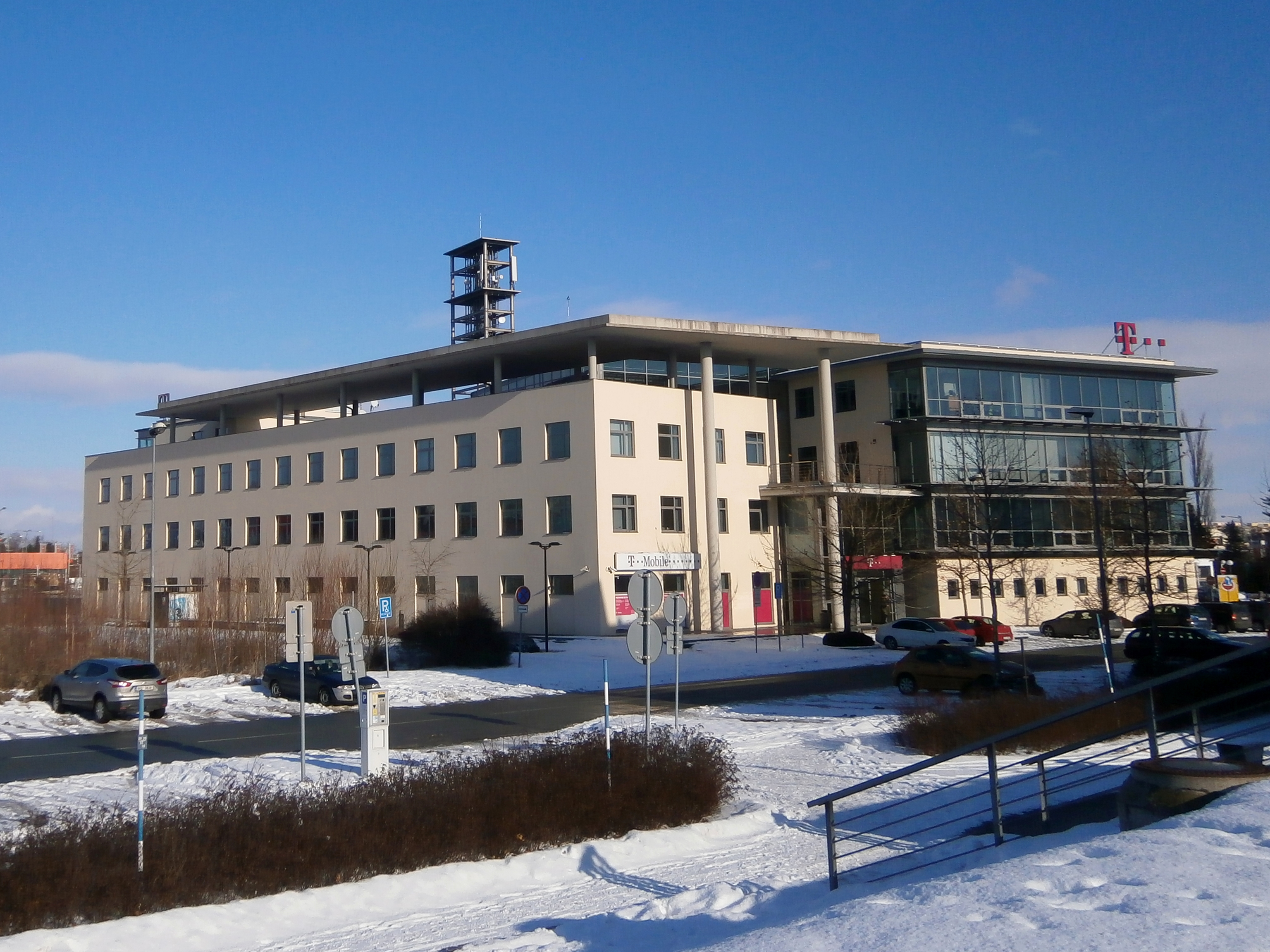
Zákaznické centrum T-Mobile (Hradec Králové)

Od roku 2004 provozuje v Hradci Králové a okolí občanský spolek HKfree.org neziskovou komunitní bezdrátovou síť. Spolek je jedním ze zakládajících členů sdružení Neutral czFree eXchange.
Chybou by bylo nezmínit společnost Magnalink, která přišla s vizí Hradce Králové propojeného nejmodernějšími optickými vlákny, která umožní téměř neomezenou komunikaci občanů, firem a institucí mezi sebou i s celým světem. Vize vznikla v roce 2006 v Tepelném hospodářství Hradec Králové, kde byla 2 roky prověřována a rozvíjena. K její realizaci spojily síly tři významné společnosti: KonekTel, a. s. – přední evropský distributor telekomunikačních technologií Motorola; EDERA Group a. s. – významný poskytovatel telekomunikačních služeb v Pardubickém kraji; Tepelné hospodářství Hradec Králové, a. s. – nejvýznamnější dodavatel tepla a teplé vody na území města Hradec Králové.
Optická síť v rozsahu, v jakém byla v letech 2009–2013 vybudována, nemá mezi městy v České republice obdoby, přesto je její pokrytí zatím nedostatečné.  